# جوهرين (دشتابي الغربي)
جوهرین (بالفارسية: جوهرین) هي قرية تقع في إيران في قسم دشتابي الغربي الريفي. يقدر عدد سكانها بـ 653 نسمة .